# 理查德·格里格
理查德·格里格（Richard J. Gerrig）是美国纽约州立大学的心理学教授。曾获Lex Hixon社会科学领域杰出教师奖。在认知心理学研究领域有专长，是美国心理学会实验心理学分会的会员。从《心理学与生活》这部经典教科书第14版修订时开始，格里格成为该书的合著书。一个研究项目考察了读者对故事世界信息时所体验的认知和情感的变化，他的著作《Experiencing Narrative World》由耶鲁大学出版社出版。